# فلاویو لازاری
فلاویو لازاری (انگلیسی: Flavio Lazzari؛ زادهٔ ۵ سپتامبر ۱۹۸۶) بازیکن فوتبال اهل ایتالیا است.
از باشگاه‌هایی که در آن بازی کرده‌است می‌توان به باشگاه فوتبال مودنا، باشگاه فوتبال آسکولی، باشگاه فوتبال لودیجیانی کالچو، باشگاه فوتبال مسینا، باشگاه فوتبال اودینزه، باشگاه فوتبال پادوا، باشگاه فوتبال دلفینو پسکارا، باشگاه فوتبال امپولی، و باشگاه فوتبال نووارا اشاره کرد.
وی همچنین در تیم‌های ملی فوتبال زیر ۱۷ سال ایتالیا، زیر ۱۹ سال ایتالیا، و زیر ۲۰ سال ایتالیا بازی کرده‌است.